# Victoria Libertas Pesaro
Victoria Libertas Pesaro (tal: Vuelle) je talijanski košarkaški klub iz Pesara. Zbog sponzorskih razloga klub nosim ime Scavolini Gruppo Spar Pesaro.

## Povijest
Victoria Libertas osnovan je 1946. godine. Svoje najveće uspjehe klub je postigao tijekom 1980-ih, kada su jednom osvojili Kup pobjednika kupova, dvaput talijansko prvenstvo i talijanski kup. Posljednjih godina klub se je ustalio među najboljim europskim momčadima. U sezonama 2001./02. i 2004./05. igrali su Euroligu, a njihov tadašnji bek šuter Charles Smith osvojio je prvu nagradu Alphonso Ford za najboljeg strijelca Eurolige.   

## Trofeji
- Talijansko prvenstvo: 1988., 1990.
- Talijanski kup: 1985., 1992.
- Kup pobjednika kupova: 1983.

## Poznati igrači
| - Agide Fava - Sandro Riminucci - Franco Bertini - Mike Sylvester - Walter Magnifico - Dragan Kićanović - Željko Jerkov - Andrea Gracis - Ario Costa - Darren Daye - Renzo Vecchiato | - Darwin Cook - Greg Ballard - Aleksandar Petrović - Larry Drew - Haywoode Workman - Dean Garrett - George McCloud - Sandro Dell'Agnello - Antonello Riva - Corey Gaines - Paolo Conti | - Kevin Thompson - Lloyd Daniels - Peter Guarasci - Vincenzo Esposito - Lance Miller - Melvin Booker - Juan Manuel Moltedo - Yann Bonato - Todd Day - Tony Dawson - Myron Brown | - Silvio Gigena - Joseph Blair - DeMarco Johnson - Marko Tušek - Jason Smith - Miroslav Berić - Clarence Gilbert - Ken Lacey - Aaron McGhee - Norm Richardson - Chris Gatling | - Marko Milič - Aleksandar Đorđević - Alphonso Ford - Rodney Elliott - Bud Eley - Charles Smith - Hanno Möttölä - Scoonie Penn - Robert Archibald - Rodney White - Dan Gay |

## Vanjske poveznice
- Službena stranica  Arhivirana inačica izvorne stranice od 31. prosinca 2008. (Wayback Machine) (tal.)